# Litauen i olympiska sommarspelen 2012
Litauen deltog i de olympiska sommarspelen 2012 som ägde rum i London i Storbritannien mellan den 27 juli och den 12 augusti 2012.

## Medaljörer

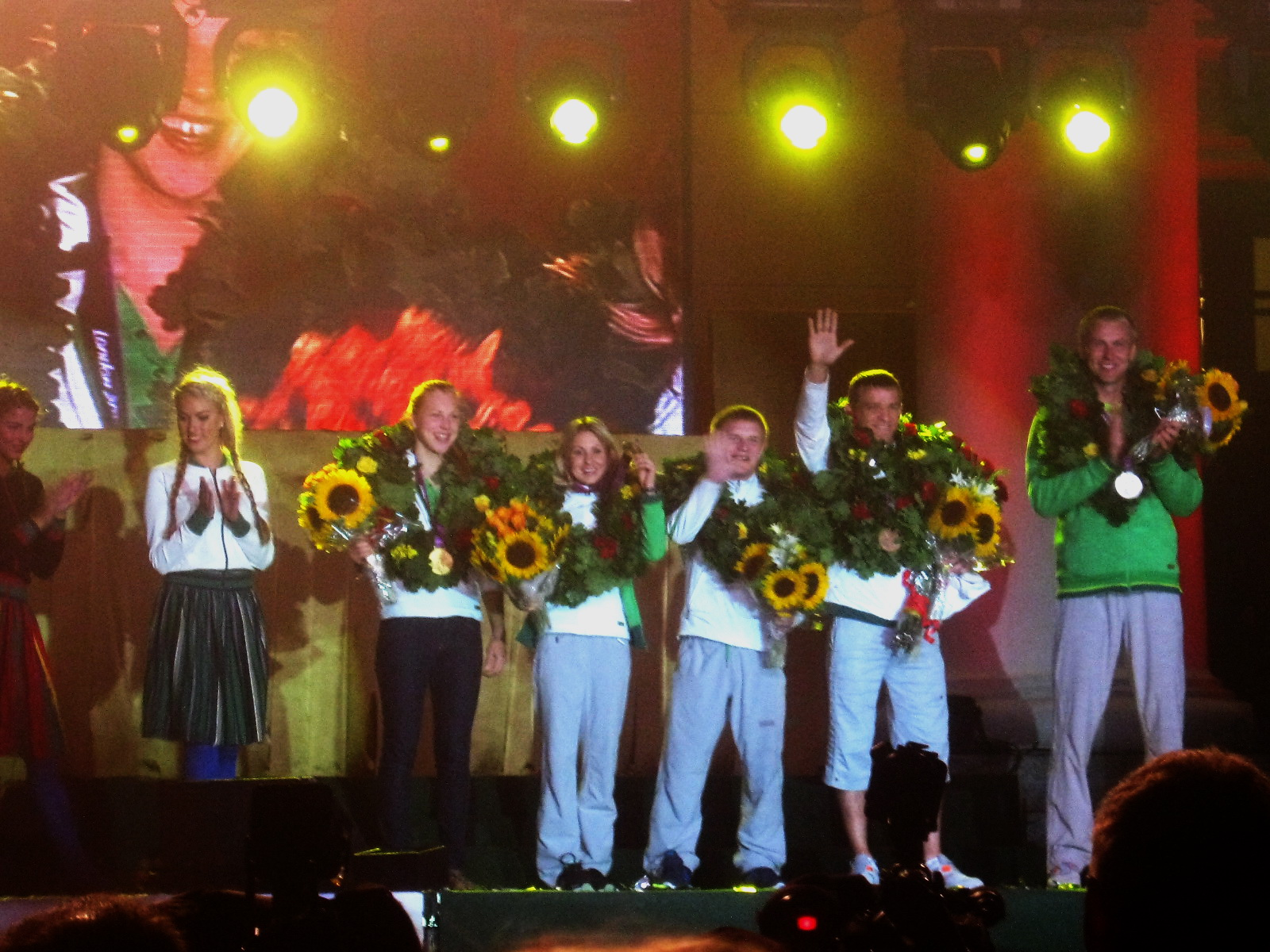
De litauiska medaljörerna firas efter spelen i Vilnius.

| Medalj | Namn                | Sport          | Gren                    |
| ------ | ------------------- | -------------- | ----------------------- |
| Guld   | Rūta Meilutytė      | Simning        | Damernas 100 m bröstsim |
| Guld   | Laura Asadauskaitė  | Modern femkamp | Damernas tävling        |
| Silver | Jevgenij Šuklin     | Kanotsport     | Herrarnas C-1 200 m     |
| Brons  | Aleksandr Kazakevič | Brottning      | Grekisk-romersk -74 kg  |
| Brons  | Evaldas Petrauskas  | Boxning        | Herrarnas -60 kg        |

## Badminton
| Spelare             | Gren      | Gruppnivå                   | Gruppnivå                            | Gruppnivå         | Gruppnivå        | Eliminering       | Kvartsfinal       | Semifinal         | Final / brons     | Final / brons |
| Spelare             | Gren      | Motståndare Poäng           | Motståndare Poäng                    | Motståndare Poäng | Placering        | Motståndare Poäng | Motståndare Poäng | Motståndare Poäng | Motståndare Poäng | Placering     |
| ------------------- | --------- | --------------------------- | ------------------------------------ | ----------------- | ---------------- | ----------------- | ----------------- | ----------------- | ----------------- | ------------- |
| Akvilė Stapušaitytė | Damsingel | Jie Y (NED) L (16–21, 7–21) | Ingólfsdóttir (ISL) L (10–21, 16–21) | 3                 | Gick inte vidare | Gick inte vidare  | Gick inte vidare  | Gick inte vidare  | Gick inte vidare  |               |

## Basket

### Herrarnas turnering
| Pos. | Nr | Namn                 | Ålder                  | Längd  | Klubb                  |
| ---- | -- | -------------------- | ---------------------- | ------ | ---------------------- |
| G    | 4  | Rimantas Kaukėnas    | 35 - 11 april 1977     | 1.94 m | BC Žalgiris            |
| G    | 5  | Mantas Kalnietis     | 25 - 6 september 1986  | 1.96 m | BC Žalgiris            |
| F    | 6  | Jonas Mačiulis       | 27 - 10 februari 1985  | 1.98 m | Panathinaikos B.C.     |
| G    | 7  | Martynas Pocius      | 26 - 28 april 1986     | 1.96 m | Real Madrid Baloncesto |
| G    | 8  | Renaldas Seibutis    | 26 - 23 juli 1985      | 1.98 m | BC Lietuvos rytas      |
| F    | 9  | Darius Songaila      | 34 - 14 februari 1978  | 2.06 m | CB Valladolid          |
| G    | 10 | Simas Jasaitis       | 30 - 26 mars 1982      | 2.01 m | PBC Lokomotiv-Kuban    |
| F    | 11 | Linas Kleiza         | 27 - 3 januari 1985    | 2.03 m | Toronto Raptors        |
| C    | 12 | Antanas Kavaliauskas | 27 - 19 september 1984 | 2.09 m | VEF Riga               |
| G    | 13 | Šarūnas Jasikevičius | 36 - 5 mars 1976       | 1.93 m | FC Barcelona Bàsquet   |
| C    | 14 | Jonas Valančiūnas    | 20 - 6 maj 1992        | 2.11 m | Toronto Raptors        |
| F    | 15 | Paulius Jankūnas     | 28 - 29 april 1984     | 2.06 m | BC Žalgiris            |

- Gruppspel, grupp A

| Lag       | S | V | O | F | GM  | IM  | MS   | P  |
| --------- | - | - | - | - | --- | --- | ---- | -- |
| USA       | 5 | 5 | 0 | 0 | 589 | 398 | +191 | 10 |
| Frankrike | 5 | 4 | 0 | 1 | 376 | 378 | −2   | 9  |
| Argentina | 5 | 3 | 0 | 2 | 448 | 424 | +24  | 8  |
| Litauen   | 5 | 2 | 0 | 3 | 395 | 399 | −4   | 7  |
| Nigeria   | 5 | 1 | 0 | 4 | 338 | 456 | −118 | 6  |
| Tunisien  | 5 | 0 | 0 | 5 | 320 | 411 | −91  | 5  |

|  | 29 juli 2012 | Argentina | 102 – 79 | Litauen | Basketball Arena, London |  |
|  |              |           |          |         |                          |  |
|  |              |           |          |         |                          |  |
|  |              |           |          |         |                          |  |

|  | 31 juli 2012 | Litauen | 72 – 53 | Nigeria | Basketball Arena, London |  |
|  |              |         |         |         |                          |  |
|  |              |         |         |         |                          |  |
|  |              |         |         |         |                          |  |

|  | 2 augusti 2012 | Frankrike | 82 – 74 | Litauen | Basketball Arena, London |  |
|  |                |           |         |         |                          |  |
|  |                |           |         |         |                          |  |
|  |                |           |         |         |                          |  |

|  | 4 augusti 2012 | Litauen | 94 – 99 | USA | Basketball Arena, London |  |
|  |                |         |         |     |                          |  |
|  |                |         |         |     |                          |  |
|  |                |         |         |     |                          |  |

|  | 6 augusti 2012 | Tunisien | 63 – 76 | Litauen | Basketball Arena, London |  |
|  |                |          |         |         |                          |  |
|  |                |          |         |         |                          |  |
|  |                |          |         |         |                          |  |

- Slutspelsträd

|  | Kvartsfinal | Kvartsfinal | Kvartsfinal |    |           | Semifinal | Semifinal | Semifinal |            |            | Final      | Final     | Final |
|  |             |             |             |    |           |           |           |           |            |            |            |           |       |
|  | B1          | Ryssland    | 83          |    |           |           |           |           |            |            |            |           |       |
|  |             |             | 83          |    |           |           |           |           |            |            |            |           |       |
|  | A4          | Litauen     | 74          |    |           |           |           |           |            |            |            |           |       |
|  | A4          | Litauen     | 74          |    | B1        | Ryssland  | 59        |           |            |            |            |           |       |
|  |             |             |             |    | B1        | Ryssland  | 59        |           |            |            |            |           |       |
|  |             | B3          | Spanien     | 67 |           |           |           |           |            |            |            |           |       |
|  | A2          | B3          | Spanien     | 67 | Frankrike | 59        |           |           |            |            |            |           |       |
|  | A2          |             |             |    | Frankrike | 59        |           |           |            |            |            |           |       |
|  | B3          | Spanien     | 66          |    |           |           |           |           |            |            |            |           |       |
|  |             |             |             |    |           |           |           |           |            | B3         | Spanien    | 100       |       |
|  |             |             |             |    |           |           |           |           |            | A1         | USA        | 107       |       |
|  | A1          | USA         | 119         |    |           |           |           |           |            |            |            |           |       |
|  | A1          | USA         | 119         |    |           |           |           |           |            |            |            |           |       |
|  | B4          | Australien  | 86          |    |           |           |           |           |            |            |            |           |       |
|  | B4          | Australien  | 86          |    | A1        | USA       | 109       |           | Bronsmatch | Bronsmatch | Bronsmatch |           |       |
|  |             |             |             |    | A1        | USA       | 109       |           | Bronsmatch | Bronsmatch | Bronsmatch |           |       |
|  |             | A3          | Argentina   | 83 |           |           |           |           |            |            |            |           |       |
|  | B2          | A3          | Argentina   | 83 | Brasilien | 77        |           | B1        | Ryssland   | 81         |            |           |       |
|  | B2          |             |             |    | Brasilien | 77        |           | B1        | Ryssland   | 81         |            |           |       |
|  | A3          | Argentina   | 82          |    |           |           |           |           |            |            | A3         | Argentina | 77    |
|  |             |             |             |    |           |           |           |           |            |            |            |           |       |

|  | 8 augusti 2012 | Ryssland | 83 – 74   | Litauen | North Greenwich Arena, London |  |
|  |                |          | (Rapport) |         |                               |  |
|  |                |          |           |         |                               |  |
|  |                |          |           |         |                               |  |

## Boxning
Herrar
| Boxare                | Gren       | Sextondelsfinal      | Åttondelsfinal       | Kvartsfinal             | Semifinal             | Final                | Final            |
| Boxare                | Gren       | Motståndare Resultat | Motståndare Resultat | Motståndare Resultat    | Motståndare Resultat  | Motståndare Resultat | Placering        |
| --------------------- | ---------- | -------------------- | -------------------- | ----------------------- | --------------------- | -------------------- | ---------------- |
| Evaldas Petrauskas    | Lättvikt   | Varga (HUN) W 20–12  | Keleş (TUR) W 16–12  | Valentino (ITA) W 16–14 | Han S-c (KOR) L 13–18 | Gick inte vidare     | 3                |
| Egidijus Kavaliauskas | Weltervikt | bye                  | Evans (GBR) L 7–11   | Gick inte vidare        | Gick inte vidare      | Gick inte vidare     | Gick inte vidare |

## Brottning
Herrar, grekisk-romersk stil
| Brottare            | Gren   | Kvalomgång           | Åttondelsfinal          | Kvartsfinal              | Semifinal            | Återkval 1           | Återkval 2           | Final / brons        | Final / brons |
| Brottare            | Gren   | Motståndare Resultat | Motståndare Resultat    | Motståndare Resultat     | Motståndare Resultat | Motståndare Resultat | Motståndare Resultat | Motståndare Resultat | Placering     |
| ------------------- | ------ | -------------------- | ----------------------- | ------------------------ | -------------------- | -------------------- | -------------------- | -------------------- | ------------- |
| Edgaras Venckaitis  | -66 kg | Serir (ALG) W 3–1    | Bajachmetov (KAZ) W 3–1 | Kim H-w (KOR) L 0–3      | Gick inte vidare     | bye                  | Mulens (CUB) L 1–3   | Gick inte vidare     | 7             |
| Aleksandr Kazakevič | -74 kg | bye                  | Bacsi (HUN) W 3–0       | Rosengren (SWE) W 3–1 PP | Vlasov (RUS) L 0–3   | bye                  | bye                  | Madsen (DEN) W 3–0   | 3             |

## Cykling

### Landsväg

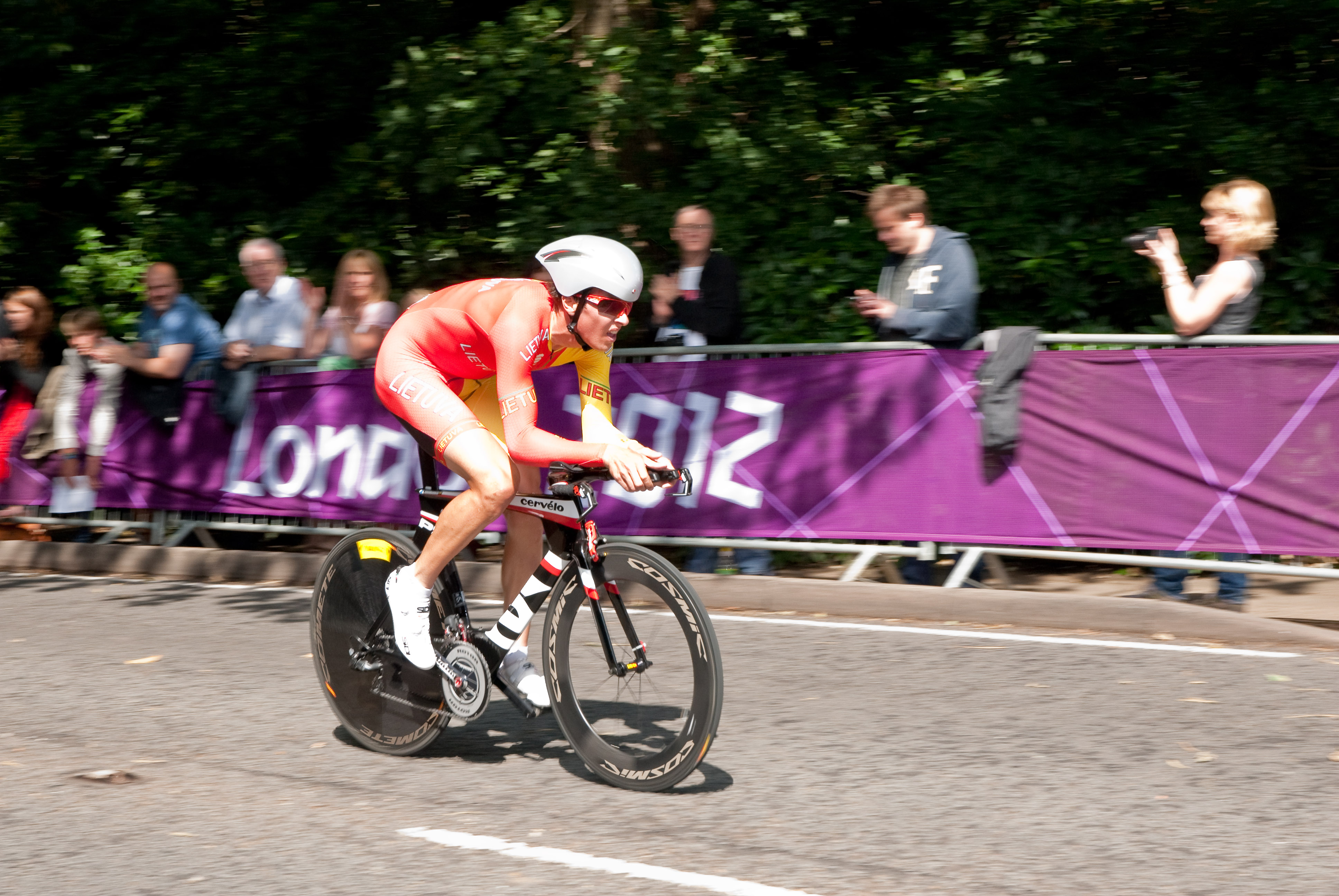
Ramūnas Navardauskas i linjeloppet.

Herrar
| Cyklist              | Gren                | Tid      | Placering |
| -------------------- | ------------------- | -------- | --------- |
| Gediminas Bagdonas   | Herrarnas linjelopp | 5:46.37  | 58        |
| Ramūnas Navardauskas | Herrarnas linjelopp | 5:46.37  | 46        |
| Ramūnas Navardauskas | Herrarnas tempolopp | 55:12.32 | 21        |

### Bana
Sprint
| Cyklist            | Gren            | Kval                 | Kval      | Omgång 1                         | Omgång 2                         | Kvartsfinal                      | Semifinal                        | Final                                                              | Final     |
| Cyklist            | Gren            | Tid Hastighet (km/h) | Placering | Motståndare Tid Hastighet (km/h) | Motståndare Tid Hastighet (km/h) | Motståndare Tid Hastighet (km/h) | Motståndare Tid Hastighet (km/h) | Motståndare Tid Hastighet (km/h)                                   | Placering |
| ------------------ | --------------- | -------------------- | --------- | -------------------------------- | -------------------------------- | -------------------------------- | -------------------------------- | ------------------------------------------------------------------ | --------- |
| Simona Krupeckaitė | Damernas sprint | 11,234 64,091        | 8         | Kanis (NED) W 11,528 62,456      | Panarina (BLR) W 11,486 62,685   | Vogel (GER) L                    | Gick inte vidare                 | 5:e plats-final Guerra (CUB) Sjulika (UKR) Panarina (BLR) W 11,812 | 5         |

Keirin
| Cyklist            | Gren            | 1:a omgången | Återkval  | 2:a omgången | Final     |
| Cyklist            | Gren            | Placering    | Placering | Placering    | Placering |
| ------------------ | --------------- | ------------ | --------- | ------------ | --------- |
| Simona Krupeckaitė | Damernas keirin | 2 Q          | bye       | 5            | 7         |

### BMX
| Cyklist        | Gren         | Seedning | Seedning  | Semifinal | Semifinal | Final            | Final            |
| Cyklist        | Gren         | Resultat | Placering | Poäng     | Placering | Resultat         | Placering        |
| -------------- | ------------ | -------- | --------- | --------- | --------- | ---------------- | ---------------- |
| Vilma Rimšaitė | Damernas BMX | 42,162   | 14        | 19        | 7         | Gick inte vidare | Gick inte vidare |

## Friidrott
Förkortningar
- Notera – Placeringar gäller endast den tävlandes eget heat
- Q = Kvalificerade sig till nästa omgång via placering
- q = Kvalificerade sig på tid eller, i fältgrenarna, på placering utan att ha nått kvalgränsen
- NR = Nationellt rekord
- N/A = Omgången inte möjlig i grenen
- Bye = Idrottaren behövde inte delta i omgången

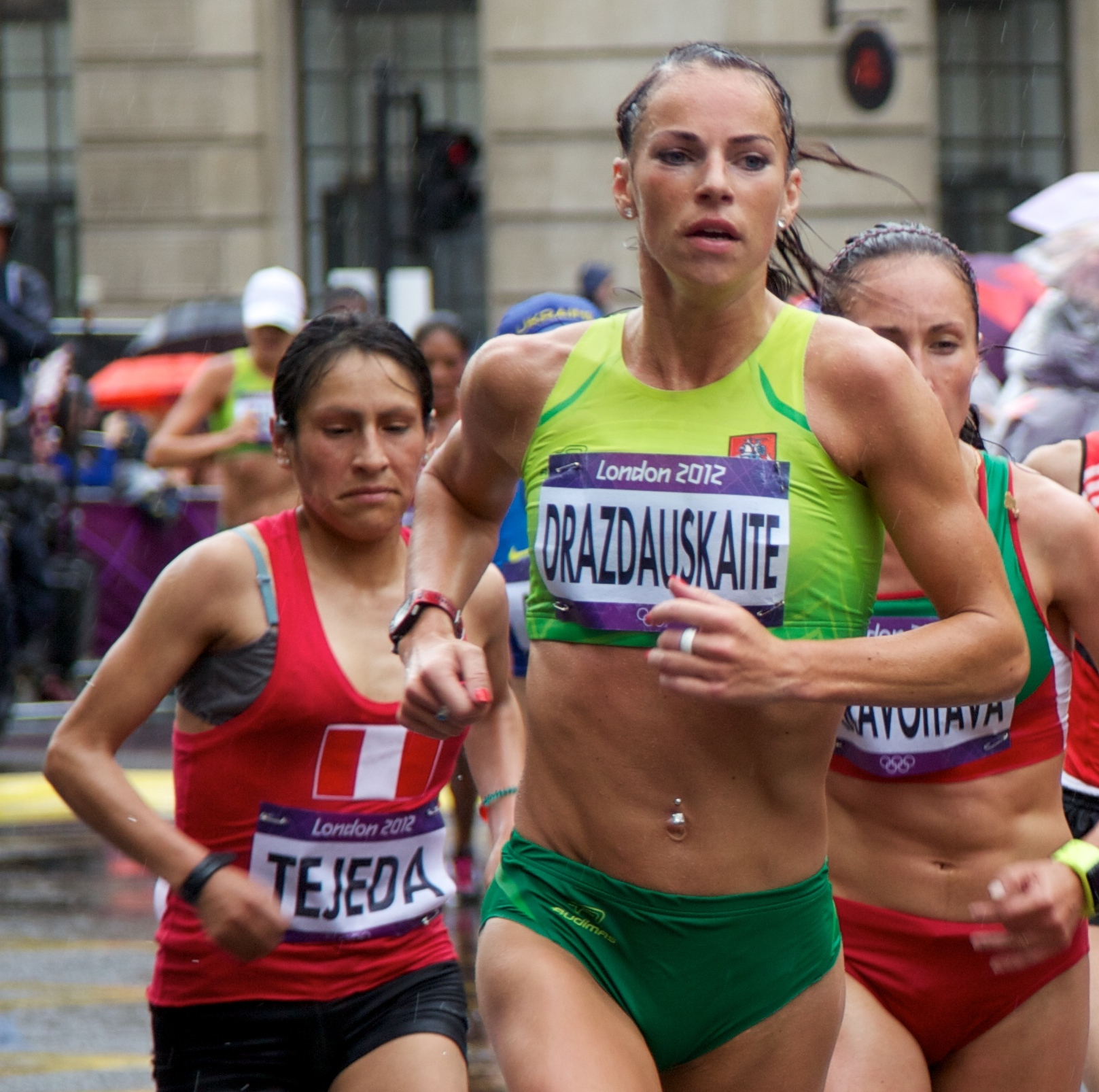
Rasa Drazdauskaitė under maratonloppet.

Damer
Bana och väg
| Idrottare           | Event      | Heat     | Heat      | Kvartsfinal | Kvartsfinal | Semifinal        | Semifinal        | Final            | Final            |
| Idrottare           | Event      | Resultat | Placering | Resultat    | Placering   | Resultat         | Placering        | Resultat         | Placering        |
| ------------------- | ---------- | -------- | --------- | ----------- | ----------- | ---------------- | ---------------- | ---------------- | ---------------- |
| Neringa Aidietytė   | 20 km gång | i.u.     | i.u.      | i.u.        | i.u.        | i.u.             | i.u.             | 1:34.01          | 39               |
| Lina Grinčikaitė    | 100 m      | bye      | bye       | 11,19 NR    | 4 q         | 11,30            | 7                | Gick inte vidare | Gick inte vidare |
| Remalda Kergytė     | Maraton    | i.u.     | i.u.      | i.u.        | i.u.        | i.u.             | i.u.             | 2:39.01          | 75               |
| Diana Lobačevskė    | Maraton    | i.u.     | i.u.      | i.u.        | i.u.        | i.u.             | i.u.             | 2:29.32          | 28               |
| Rasa Drazdauskaitė  | Maraton    | i.u.     | i.u.      | i.u.        | i.u.        | i.u.             | i.u.             | 2:29.29          | 27               |
| Kristina Saltanovič | 20 km gång | i.u.     | i.u.      | i.u.        | i.u.        | i.u.             | i.u.             | 1:31.04          | 21               |
| Eglė Staišiūnaitė   | 400 m häck | 57,79    | 5         | i.u.        | i.u.        | Gick inte vidare | Gick inte vidare | Gick inte vidare | Gick inte vidare |
| Sonata Tamošaitytė  | 100 m häck | 13,59    | 5         | i.u.        | i.u.        | Gick inte vidare | Gick inte vidare | Gick inte vidare | Gick inte vidare |
| Brigita Virbalytė   | 20 km gång | i.u.     | i.u.      | i.u.        | i.u.        | i.u.             | i.u.             | 1:31.58          | 26               |

Fältgrenar
| Idrottare         | Gren           | Kval  | Kval      | Final            | Final            |
| Idrottare         | Gren           | Längd | Placering | Längd            | Placering        |
| ----------------- | -------------- | ----- | --------- | ---------------- | ---------------- |
| Indrė Jakubaitytė | Spjutkastning  | 59,05 | 18        | Gick inte vidare | Gick inte vidare |
| Airinė Palšytė    | Höjdhopp       | 1,93  | =10 q     | 1,93             | 11               |
| Zinaida Sendriūtė | Diskuskastning | 62,79 | 10 q      | 61,68            | 9                |

Kombinerade grenar – sjukamp
| Idrottare      | Gren     | 100H  | HJ   | SP    | 200 m | LJ   | JT    | 800 m   | Final | Placering |
| -------------- | -------- | ----- | ---- | ----- | ----- | ---- | ----- | ------- | ----- | --------- |
| Austra Skujytė | Resultat | 14,00 | 1,92 | 17,31 | 25,43 | 6,25 | 51,13 | 2.20,59 | 6599  | 5         |
| Austra Skujytė | Poäng    | 978   | 1132 | 1016  | 848   | 927  | 882   | 816     | 6599  | 5         |

Herrar
Bana och väg
| Idrottare         | Gren       | Heat     | Heat      | Kvartsfinal | Kvartsfinal | Semifinal        | Semifinal        | Final            | Final            |
| Idrottare         | Gren       | Resultat | Placering | Resultat    | Placering   | Resultat         | Placering        | Resultat         | Placering        |
| ----------------- | ---------- | -------- | --------- | ----------- | ----------- | ---------------- | ---------------- | ---------------- | ---------------- |
| Rytis Sakalauskas | 100 m      | bye      | bye       | 10,29       | 6           | Gick inte vidare | Gick inte vidare | Gick inte vidare | Gick inte vidare |
| Tadas Šuškevičius | 50 km gång | i.u.     | i.u.      | i.u.        | i.u.        | i.u.             | i.u.             | 4:08.16          | 46               |
| Marius Žiūkas     | 20 km gång | i.u.     | i.u.      | i.u.        | i.u.        | i.u.             | i.u.             | 1:24.45          | 40               |

Fältgrenar
| Idrottare          | Gren           | Kval  | Kval      | Final            | Final            |
| Idrottare          | Gren           | Längd | Placering | Längd            | Placering        |
| ------------------ | -------------- | ----- | --------- | ---------------- | ---------------- |
| Virgilijus Alekna  | Diskuskastning | 63.88 | 10 q      | 67,38            | 4                |
| Povilas Mykolaitis | Längdhopp      | 7,61  | 26        | Gick inte vidare | Gick inte vidare |
| Raivydas Stanys    | Höjdhopp       | 2,16  | 27        | Gick inte vidare | Gick inte vidare |

Kombinerade grenar – tiokamp
| Idrottare        | Gren     | 100 m | LJ   | SP    | HJ   | 400 m | 110H  | DT    | PV   | JT    | 1500 m  | Final | Placering |
| ---------------- | -------- | ----- | ---- | ----- | ---- | ----- | ----- | ----- | ---- | ----- | ------- | ----- | --------- |
| Darius Draudvila | Resultat | 10,95 | 7,12 | 15,17 | 1,96 | 50,13 | 14,87 | 46,43 | 4,20 | 50,16 | 5.03,14 | 7557  | 25        |
| Darius Draudvila | Poäng    | 872   | 842  | 800   | 767  | 809   | 865   | 796   | 673  | 591   | 542     | 7557  | 25        |

## Gymnastik

### Artistisk
Damer
| Idrottare       | Gren     | Kval    | Kval    | Kval    | Kval    | Kval   | Kval      | Final            | Final            | Final            | Final            | Final            | Final            |
| Idrottare       | Gren     | Redskap | Redskap | Redskap | Redskap | Totalt | Placering | Redskap          | Redskap          | Redskap          | Redskap          | Totalt           | Placering        |
| Idrottare       | Gren     | F       | V       | UB      | BB      | Totalt | Placering | F                | V                | UB               | BB               | Totalt           | Placering        |
| --------------- | -------- | ------- | ------- | ------- | ------- | ------ | --------- | ---------------- | ---------------- | ---------------- | ---------------- | ---------------- | ---------------- |
| Laura Švilpaitė | Mångkamp | 12,666  | 12,233  | 13,500  | 11,900  | 50,299 | 50        | Gick inte vidare | Gick inte vidare | Gick inte vidare | Gick inte vidare | Gick inte vidare | Gick inte vidare |

Herrar
| Idrottare      | Gren      | Kval    | Kval    | Kval    | Kval    | Kval    | Kval    | Kval   | Kval      | Final            | Final            | Final            | Final            | Final            | Final            | Final            | Final            |
| Idrottare      | Gren      | Redskap | Redskap | Redskap | Redskap | Redskap | Redskap | Totalt | Placering | Redskap          | Redskap          | Redskap          | Redskap          | Redskap          | Redskap          | Totalt           | Placering        |
| Idrottare      | Gren      | F       | PH      | R       | V       | PB      | HB      | Totalt | Placering | F                | PH               | R                | V                | PB               | HB               | Totalt           | Placering        |
| -------------- | --------- | ------- | ------- | ------- | ------- | ------- | ------- | ------ | --------- | ---------------- | ---------------- | ---------------- | ---------------- | ---------------- | ---------------- | ---------------- | ---------------- |
| Rokas Guščinas | Bygelhäst | i.u.    | 14,366  | i.u.    | i.u.    | i.u.    | i.u.    | 14,366 | 17        | Gick inte vidare | Gick inte vidare | Gick inte vidare | Gick inte vidare | Gick inte vidare | Gick inte vidare | Gick inte vidare | Gick inte vidare |

## Judo
Herrar
| Idrottare          | Gren                | 32-delsfinal                 | Sextondelsfinal           | Åttondelsfinal       | Kvartsfinal          | Semifinal            | Återkval             | Bronsmatch           | Final                | Final |
| Idrottare          | Gren                | Motståndare Resultat         | Motståndare Resultat      | Motståndare Resultat | Motståndare Resultat | Motståndare Resultat | Motståndare Resultat | Motståndare Resultat | Motståndare Resultat | Pl.   |
| ------------------ | ------------------- | ---------------------------- | ------------------------- | -------------------- | -------------------- | -------------------- | -------------------- | -------------------- | -------------------- | ----- |
| Karolis Bauža      | Mellanvikt (-90 kg) | Buffet (FRA) W 0100–0010     | Iliadis (GRE) L 0003–0100 | Gick inte vidare     | Gick inte vidare     | Gick inte vidare     | Gick inte vidare     | Gick inte vidare     | Gick inte vidare     |       |
| Marius Paškevičius | Tungvikt (+100 kg)  | Fiakaifonu (VAN) W 0100–0000 | Silva (BRA) L 0001–1001   | Gick inte vidare     | Gick inte vidare     | Gick inte vidare     | Gick inte vidare     | Gick inte vidare     | Gick inte vidare     |       |

## Kanotsport
Sprint
| Kanotist           | Gren               | Heat   | Heat      | Semifinal | Semifinal | Final  | Final     |
| Kanotist           | Gren               | Tid    | Placering | Tid       | Placering | Tid    | Placering |
| ------------------ | ------------------ | ------ | --------- | --------- | --------- | ------ | --------- |
| Egidijus Balčiūnas | Herrarnas K1 200 m | 36,173 | 4 Q       | 36,495    | 5 FB      | 37,995 | 10        |
| Jevgenij Šuklin    | Herrarnas C1 200 m | 41,288 | 2 Q       | 41,483    | 1 FA      | 42,792 | 2         |

## Modern femkamp
| Idrottare             | Gren   | Fäktning (värja) | Fäktning (värja) | Fäktning (värja) | Simning (200 m frisim) | Simning (200 m frisim) | Simning (200 m frisim) | Ridsport (hästhoppning) | Ridsport (hästhoppning) | Ridsport (hästhoppning) | Kombinerat: skytte/löpning (10 m luftpistol)/(3000 m) | Kombinerat: skytte/löpning (10 m luftpistol)/(3000 m) | Kombinerat: skytte/löpning (10 m luftpistol)/(3000 m) | Totalpoäng | Slutpoäng |
| Idrottare             | Gren   | Resultat         | Placering        | MF-poäng         | Tid                    | Placering              | MF-poäng               | Straff                  | Placering               | MF-poäng                | Tid                                                   | Placering                                             | MF-poäng                                              | Totalpoäng | Slutpoäng |
| --------------------- | ------ | ---------------- | ---------------- | ---------------- | ---------------------- | ---------------------- | ---------------------- | ----------------------- | ----------------------- | ----------------------- | ----------------------------------------------------- | ----------------------------------------------------- | ----------------------------------------------------- | ---------- | --------- |
| Laura Asadauskaitė    | Damer  | 23–12            | 3                | 952              | 2.18,67                | 17                     | 1136                   | 20                      | 3                       | 1180                    | 11.55,64                                              | 6                                                     | 2140                                                  | 5408 OR    | 1         |
| Gintarė Venčkauskaitė | Damer  | 10–25            | 34               | 640              | 2.16,88                | 11                     | 1160                   | 40                      | 6                       | 1160                    | 11.36,63                                              | 2                                                     | 2216                                                  | 5176       | 12        |
| Justinas Kinderis     | Herrar | 15–20            | =25              | 760              | 2.04,35                | 15                     | 1308                   | 60                      | 12                      | 1140                    | 10.19,34                                              | 2                                                     | 2524                                                  | 5732       | 8         |

## Rodd
Damer
| Idrottare          | Gren          | Heat    | Heat      | Återkval | Återkval  | Kvartsfinal | Kvartsfinal | Semifinal | Semifinal | Final   | Final     | Final |
| Idrottare          | Gren          | Tid     | Placering | Tid      | Placering | Tid         | Placering   | Tid       | Placering | Tid     | Placering |       |
| ------------------ | ------------- | ------- | --------- | -------- | --------- | ----------- | ----------- | --------- | --------- | ------- | --------- | ----- |
| Donata Vištartaitė | Singelsculler | 7.43,07 | 2 Q       | bye      | bye       | 7.45,68     | 3 SA/B      | 7.56,05   | 5 FB      | 7.47,94 | 8         |       |

Herrar
| Idrottare                          | Gren          | Heat    | Heat      | Återkval | Återkval  | Kvartsfinal | Kvartsfinal | Semifinal | Semifinal | Final   | Final     | Final |
| Idrottare                          | Gren          | Tid     | Placering | Tid      | Placering | Tid         | Placering   | Tid       | Placering | Tid     | Placering |       |
| ---------------------------------- | ------------- | ------- | --------- | -------- | --------- | ----------- | ----------- | --------- | --------- | ------- | --------- | ----- |
| Mindaugas Griškonis                | Singelsculler | 6.46,56 | 4 R       | 7.00,19  | 1 Q       | 7.00,80     | 3 SA/B      | 7.31,72   | 5 FB      | 7.15,32 | 8         |       |
| Rolandas Maščinskas Saulius Ritter | Dubbelsculler | 6.17,78 | =2 SA/B   | Bye      | Bye       | i.u.        | i.u.        | 6.21,62   | 2 FA      | 6.42,96 | 6         |       |

## Segling
Damer
| Seglare         | Gren         | Lopp | Lopp | Lopp | Lopp | Lopp | Lopp | Lopp | Lopp | Lopp | Lopp | Lopp | Summerad poäng | Finalplacering |
| Seglare         | Gren         | 1    | 2    | 3    | 4    | 5    | 6    | 7    | 8    | 9    | 10   | M*   | Summerad poäng | Finalplacering |
| --------------- | ------------ | ---- | ---- | ---- | ---- | ---- | ---- | ---- | ---- | ---- | ---- | ---- | -------------- | -------------- |
| Gintarė Scheidt | Laser radial | 2    | 13   | 9    | 10   | 3    | 14   | 11   | 7    | 7    | 6    | 14   | 82             | 6              |

M = Medaljlopp; EL = Eliminerad – gick inte vidare till medaljloppet;
Herrar
| Seglare          | Gren  | Lopp | Lopp | Lopp | Lopp | Lopp | Lopp | Lopp | Lopp | Lopp | Lopp | Lopp | Summerad poäng | Finalplacering |
| Seglare          | Gren  | 1    | 2    | 3    | 4    | 5    | 6    | 7    | 8    | 9    | 10   | M*   | Summerad poäng | Finalplacering |
| ---------------- | ----- | ---- | ---- | ---- | ---- | ---- | ---- | ---- | ---- | ---- | ---- | ---- | -------------- | -------------- |
| Juozas Bernotas  | RS:X  | 9    | 13   | 13   | 8    | 9    | 13   | 11   | 17   | 27   | 27   | EL   | 120            | 12             |
| Rokas Milevičius | Laser | 37   | 37   | 33   | 38   | 43   | 37   | 40   | 43   | 31   | 46   | EL   | 339            | 42             |

M = Medaljlopp; EL = Eliminerad – gick inte vidare till medaljloppet;